# چارلز جیمز فاکس
چارلز جیمز فاکس (انگلیسی: Charles James Fox; ۲۴ ژانویهٔ ۱۷۴۹ – ۱۳ سپتامبر ۱۸۰۶) یک سیاست‌مدار اهل بریتانیا بود.